# Klobäckmossa
Klobäckmossa (Hygrohypnum ochraceum) är en bladmossart som beskrevs av Leopold Loeske 1903. Enligt Catalogue of Life ingår Klobäckmossa i släktet bäckmossor och familjen Amblystegiaceae, men enligt Dyntaxa är tillhörigheten istället släktet bäckmossor och familjen Amblystegiaceae. Arten är reproducerande i Sverige. Inga underarter finns listade i Catalogue of Life.